# Divya Deshmukh
Divya Deshmukh (ur. 9 grudnia 2005 w Nagpurze) – indyjska szachistka. Arcymistrzyni od 2021 roku. Posiadaczka męskiego tytułu mistrza międzynarodowego od 2023 roku.

## Kariera szachowa
W 2022 roku zwyciężyła w Mistrzostwach Indii. Zdobyła indywidualny brązowy medal na Olimpiadzie Szachowej 2022. W 2023 roku w Ałmaty wygrała w Mistrzostwach Azji.
Najwyższy ranking szachowy w dotychczasowej karierze osiągnęła 1 września 2024, z wynikiem 2483 punktów.